# Rekha

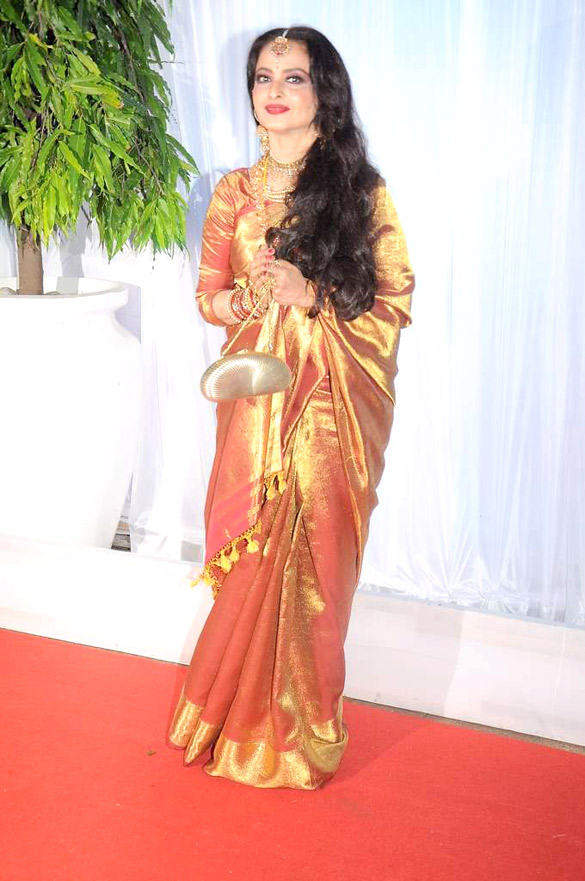
Rekha

Rekha (Tamil ரேகா Rekā; Hindi रेखा Rekhā; eigentlich Bhanurekha; * 10. Oktober 1954 in Madras, Madras) ist eine indische Filmschauspielerin.

## Leben
Rekha ist die Tochter des Schauspielers Gemini Ganesan. Ihr Filmdebüt hatte sie 1966 als Kind unter ihrem vollen Namen Bhanurekha in Rangula Ratnam von B. N. Reddy, ihr zweiter Filmauftritt in Sawan Bhadon (1970) von Mohan Segal machte sie zum Star. So wie sich ihr Äußeres vom pummeligen Kind zur Schönen vom Lande veränderte, wandelte sich auch die Qualität ihrer Rollen.
Sie erntete den Ruf einer femme fatale mit ihrer überzeugenden Darbietung einer Prostituierten in Muqaddar Ka Sikandar (1978). Wie in diesem Film, bildete sie mit Amitabh Bachchan für mehrere Filme ein populäres Filmpaar, so auch in Silsila von Yash Chopra mit Shashi Kapoor und Jaya Bhaduri (der Ehefrau Bachchans) und Umrao Jaan, für den sie als beste Hauptdarstellerin mit einem National Film Award ausgezeichnet wurde. In Mira Nairs Film Kama Sutra: A Tale of Love spielte sie die Kamasutra-Lehrerin. 2001 spielte sie neben Karisma Kapoor in Shyam Benegals Zubeidaa.
Ihr Mann, der Industrielle Mukesh Aggarwal beging 1991 aufgrund von Depressionen Suizid. Daraufhin wurde Rekha stark angefeindet und es wurde versucht, ihr die Schuld am Suizid ihres Mannes in die Schuhe zu schieben. Die indische Klatschpresse sagte ihr unter anderem auch Affären mit den Schauspielern Amitabh Bachchan, Vinod Mehra und Akshay Kumar nach.
1980 und 1986 erhielt sie den Filmfare Award als beste Hauptdarstellerin und für das Jahr 2002 wurde sie mit dem Filmfare Award/Lebenswerk ausgezeichnet. Rekha trat bereits in mehr als 170 Filmen auf.
2006 spielte sie in Krrish an der Seite von Hrithik Roshan und Priyanka Chopra.

## Filmografie
- 1966: Rangula Ratnam
- 1968: Operation Jackpot
- 1968: Goa Dalli CID 999
- 1970: Sawan Bhadon
- 1970: Ammakosam
- 1971: Elaan
- 1971: Saaz Aur Sanam
- 1971: Haseenon Ka Devata
- 1971: Dost Aur Dushman
- 1972: Raampur Ka Lakshman
- 1972: Zameen Aasmaan
- 1972: Sazaa
- 1972: Gora Aur Kala
- 1972: Gaon Hamara Shaher Tumhara
- 1972: Ek Bechara
- 1972: Do Yaar
- 1972: Double Cross
- 1973: Khoon Khoon
- 1973: Anokhi Ada
- 1973: Namak Haraam
- 1973: Mehmaan
- 1973: Keemat
- 1973: Kashmakash
- 1973: Kahani Kismat Ki
- 1973: Dharma
- 1973: Barkha Bahar
- 1974: Woh Main Nahin
- 1974: Pran Jaye Par Vachan Na Jaye
- 1974: Hawas
- 1974: Duniya Ka Mela
- 1974: Do Aankhen
- 1975: Dharmatma
- 1975: Aakraman
- 1975: Dharam Karam
- 1975: Zorro
- 1975: Kahte Hain Mujhko Raja
- 1975: Dafaa 302: Indian Penal Code Section 302 (Section of Murder)
- 1975: Aakhri Geet
- 1976: Udaanchoo
- 1976: Khalifa
- 1976: Nagin
- 1976: Kabeela
- 1976: Do Anjaane
- 1976: Santan
- 1976: Aaj Ka Mahaatma
- 1977: Veer Arjun
- 1977: Saal Solvan Chadya
- 1977: Immaan Dharam
- 1977: Khoon Pasina
- 1977: Aap Ki Khatir
- 1977: Palkon Ki Chhaon Mein
- 1977: Ram Bharose
- 1977: Kachcha Chor
- 1977: Farishta Ya Qatil
- 1977: Ek Hi Raasta
- 1977: Dildaar
- 1977: Chakkar Pe Chakkar
- 1977: Alaap
- 1978: Ganga Ki Saugand
- 1978: Ghar
- 1978: Aakhri Daku
- 1978: Kasme Vaade
- 1978: Bhola Bhala
- 1978: Do Musafir
- 1978: Muqaddar Ka Sikandar
- 1978: Sawan Ke Geet
- 1978: Ram Kasam
- 1978: Rahu Ketu
- 1978: Parmatma
- 1978: Muqaddar
- 1978: Karmayogi
- 1979: Prem Bandhan
- 1979: Muqabla
- 1979: Kartavya
- 1979: Jaani Dushman
- 1979: Mr. Natwarlal
- 1979: Suhaag
- 1979: Do Shikaari
- 1979: Ahimsa
- 1980: Kali Ghata
- 1980: Jyoti Bane Jwala
- 1980: Jal Mahal
- 1980: Agreement
- 1980: Neeyat
- 1980: Aanchal
- 1980: Ram Balram
- 1980: Khubsoorat
- 1980: Judaai
- 1981: Saajan Ki Saheli
- 1981: Dushman Dost
- 1981: Chehre Pe Chehra
- 1981: Kalyug
- 1981: Mangalsutra
- 1981: Khoon Aur Paani
- 1981: Daasi
- 1981: Silsila
- 1981: Baseraa
- 1981: Ghungroo Ki Awaaz
- 1981: Ek Hi Bhool
- 1981: Umrao Jaan
- 1982: Jeevan Dhaara
- 1982: Raaste Pyar Ke
- 1982: Apna Bana Lo
- 1982: Deedar-E-Yaar
- 1982: Vijeta
- 1982: Mehndi Rang Layegi
- 1982: Ghazab
- 1983: Nishaan
- 1983: Prem Tapasya
- 1983: Mujhe Insaaf Chahiye
- 1983: Agar Tum Na Hote
- 1984: Paan khaye Saiyan Hamaar
- 1984: Bindiya Chamkegi
- 1984: Maang Bharo Sajana
- 1984: Maati Maangey Khoon
- 1984: Baazi
- 1984: Asha Jyoti
- 1984: Zameen Aasmaan
- 1984: Utsav
- 1984: Jhutha Sach
- 1985: Ram Tere Kitne Nam
- 1985: Faasle
- 1985: Jhoothi
- 1986: Jaal
- 1986: Locket
- 1986: Janbaaz
- 1986: Sadaa Suhagan
- 1986: Musafir
- 1986: Insaaf Ki Awaaz
- 1987: Khazana
- 1987: Sansar
- 1987: Jaan Hatheli Pe
- 1987: Pyaar Ki Jeet
- 1987: Ijaazat
- 1987: Apne Apne
- 1988: Biwi Ho To Aisi
- 1988: Soorma Bhopali
- 1988: Khoon Bhari Maang
- 1988: Ek Naya Rishta
- 1989: Kasam Suhaag Ki
- 1989: Clerk
- 1989: Souten Ki Beti
- 1989: Ladaai
- 1989: Bhrashtachar
- 1989: Bahurani
- 1989: Jism Ka Rishta
- 1990: Amiri Garibi
- 1990: Sheshnaag
- 1990: Mera Pati Sirf Mera Hai
- 1990: Azaad Desh Ke Gulam
- 1990: Aag Ka Dariya
- 1991: Yeh Aag Kab Bujhegi
- 1991: Phool Bane Angaarey
- 1992: Waqt Ka Badshah
- 1992: Insaaf Ki Devi
- 1993: Geetanjali
- 1994: Madam X
- 1995: Nishana
- 1995: Ab Insaf Hoga
- 1996: Khiladiyon Ka Khiladi
- 1996: Kama Sutra: A Tale of Love (Kama Sutra: A Tale of Love)
- 1996: Aurat Aurat Aurat
- 1997: Udaan
- 1997: Aastha: In the Prison of Spring
- 1998: Qila
- 1999: Mother
- 2000: Bulandi
- 2001: Zubeidaa
- 2001: Censor
- 2001: Mujhe Meri Biwi Se Bachaao
- 2001: Lajja – Schande (Lajja)
- 2002: Dil Hai Tumhaara
- 2003: Bhoot
- 2003: Sternenkind – Koi Mil Gaya (Koi Mil Gaya)
- 2005: Bachke Rehna Re Baba
- 2005: Parineeta
- 2006: Kudiyon Ka Hai Zamaana
- 2006: Krrish
- 2006: Yatra
- 2010: Sadiyaan: Boundaries Divide… Love Unites
- 2014: Super Nani